# Tifo
Tifo er en forenkling af det italienske ord tifosi, som betyder passionerede supportere eller fans. Tifosi er flertal af tifoso, som betyder tilhænger eller fan.
I dag bruges tifo mest som betegnelse for spektakulær koreografi udført af fans på tribunerne i forbindelse med en sportsbegivenhed, oftest en fodboldkamp.
Tifoer ses ofte ved vigtige kampe, og bliver lavet af fans af klubber og landshold. Tifoer er primært arrangeret af en ultrasgruppe eller en fanklub for at vise deres tilknytning og kærlighed til deres klub, men tifoerne er nogle gange sponsoreret direkte eller indirekte af selve klubben.

## Historie
Tifokulturen, har sin oprindelse i Italien og Sydeuropa. Den har meget til fælles med ultraskulturen og den startede ca. samtidigt, i slutningen af 1960'erne og i starten af 1970'erne. Det har siden spredt sig, og fået en dominerende rolle inden for fodboldkultur i Europa, hvor især England gik forrest i 1970'erne og 1980'erne.
Tifoer kan nu ses over det meste af Europa, fra Portugal til Skandinavien og Rusland. Det er dog stadig de italienske og spanske tifoer der er de største og mest veludførte. De bliver støttet af supportgrupper, som har en bedre økonomi og større fanbase. Dog er fanklubber Tyskland i stigende grad blevet en større spiller på verdensscenen. Et eksempel på dette er Dortmunds tifo mod Malaga i 2013. Endvidere er tifokulturen spiret frem i Nordamerikas bedste fodboldliga (MLS). Her er det hovedsageligt klubber fra større byer med store kulturelle adspredelser, som f.eks. Toronto FC i Canada.